# Järvastaden

Järvastaden är ett stadsbyggnadsprojekt som till största del ligger i stadsdelen Järva, Solna kommun, men sträcker sig över gränsen till Sundbybergs kommun och där utgör stadsdelen Brotorp.  De första invånarna flyttade in i september 2007. Av planerade 9 utbyggnadsetapper fanns 2024 godkända detaljplaner för de 5 första samtidigt som arbetet med detaljplaner för de tre följande etapperna pågick. Den avslutande nionde etappen är beroende av att en högspänningsledning flyttas och är senarelagd till efter 2030. När området är färdigbyggt är planen att det kommer att ha över 15 000 invånare fördelade på ca 5000 bostäder.  Projektet ligger inom ett gammalt militärområde som avgränsas av Enköpingsvägen i söder, stambanan (Ostkustbanan) i nordost och Igelbäckens 300 hektar stora naturskyddsområde i väster.[källa behövs]  Planen över Brotorpsområdet ritades 2004 av Djurgårdsstaden Arkitekter, E Wörman.

## Bilder

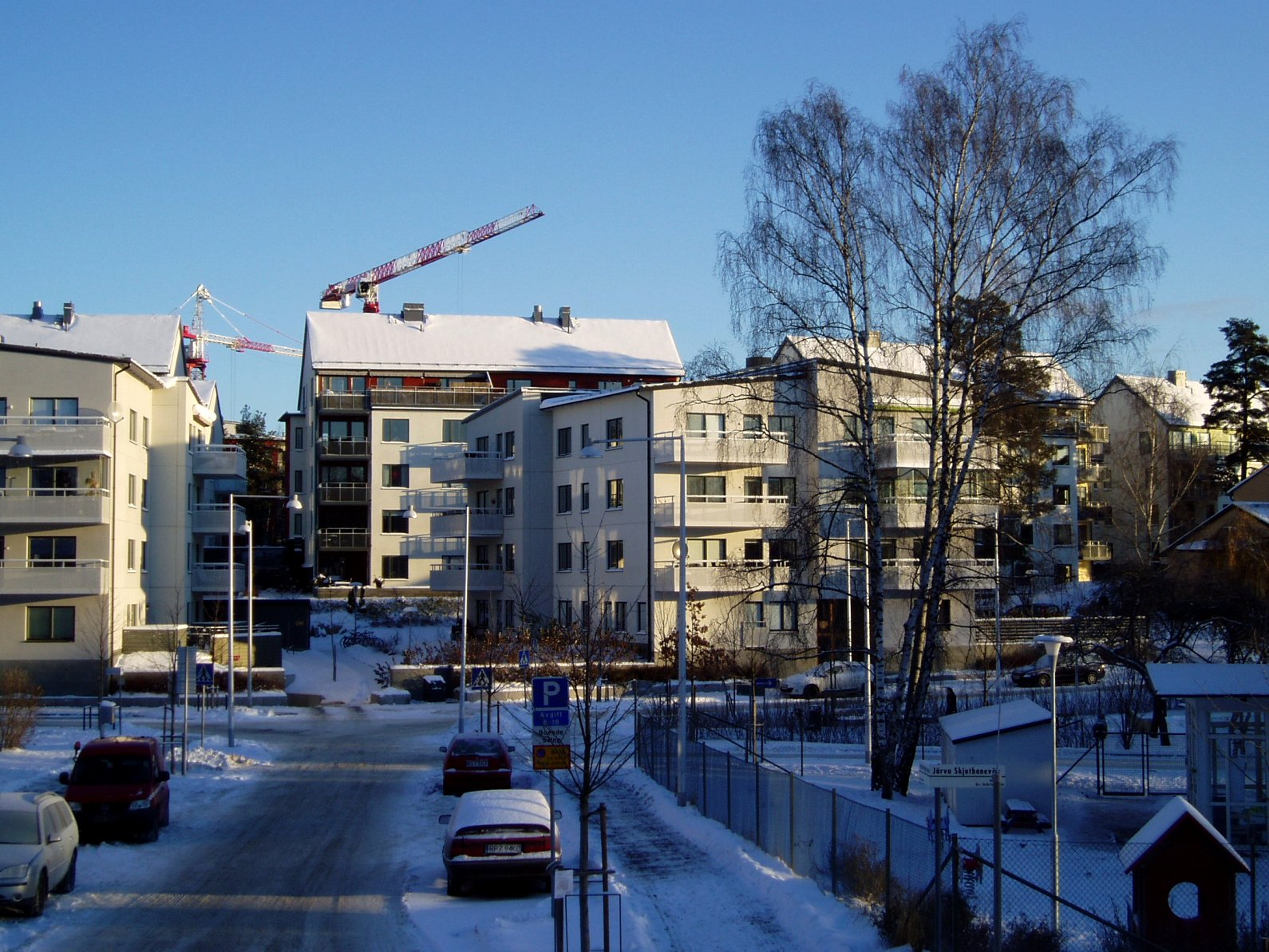
Nya hus i Järvastaden, november 2010.
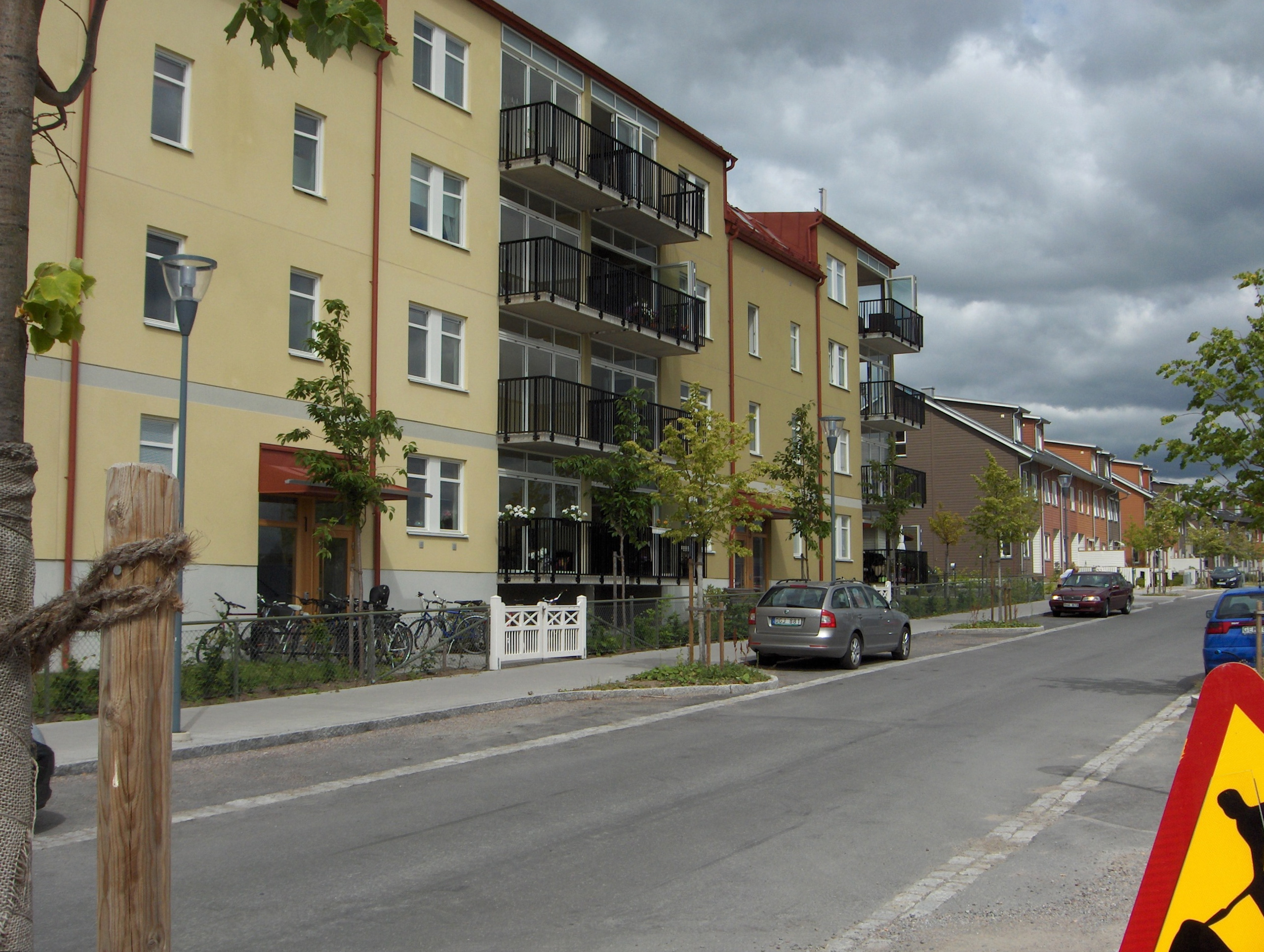
Nya hus på Vinthundsgatan i Brotorp, Sundbybergsdelen av Järvastaden, juli 2011.
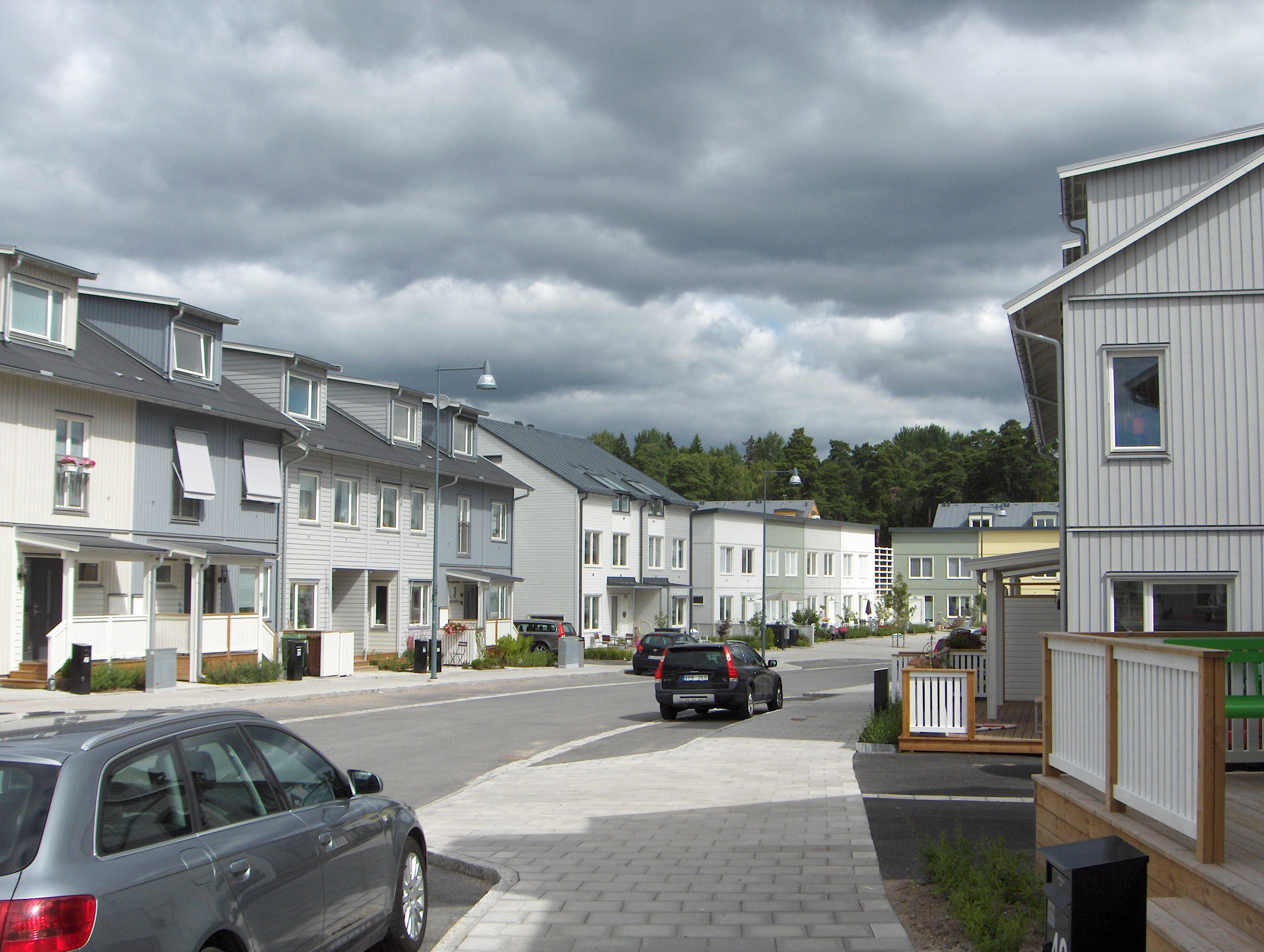
Vinthundsgatan i Brotorp, Sundbybergsdelen av Järvastaden, juli 2011.
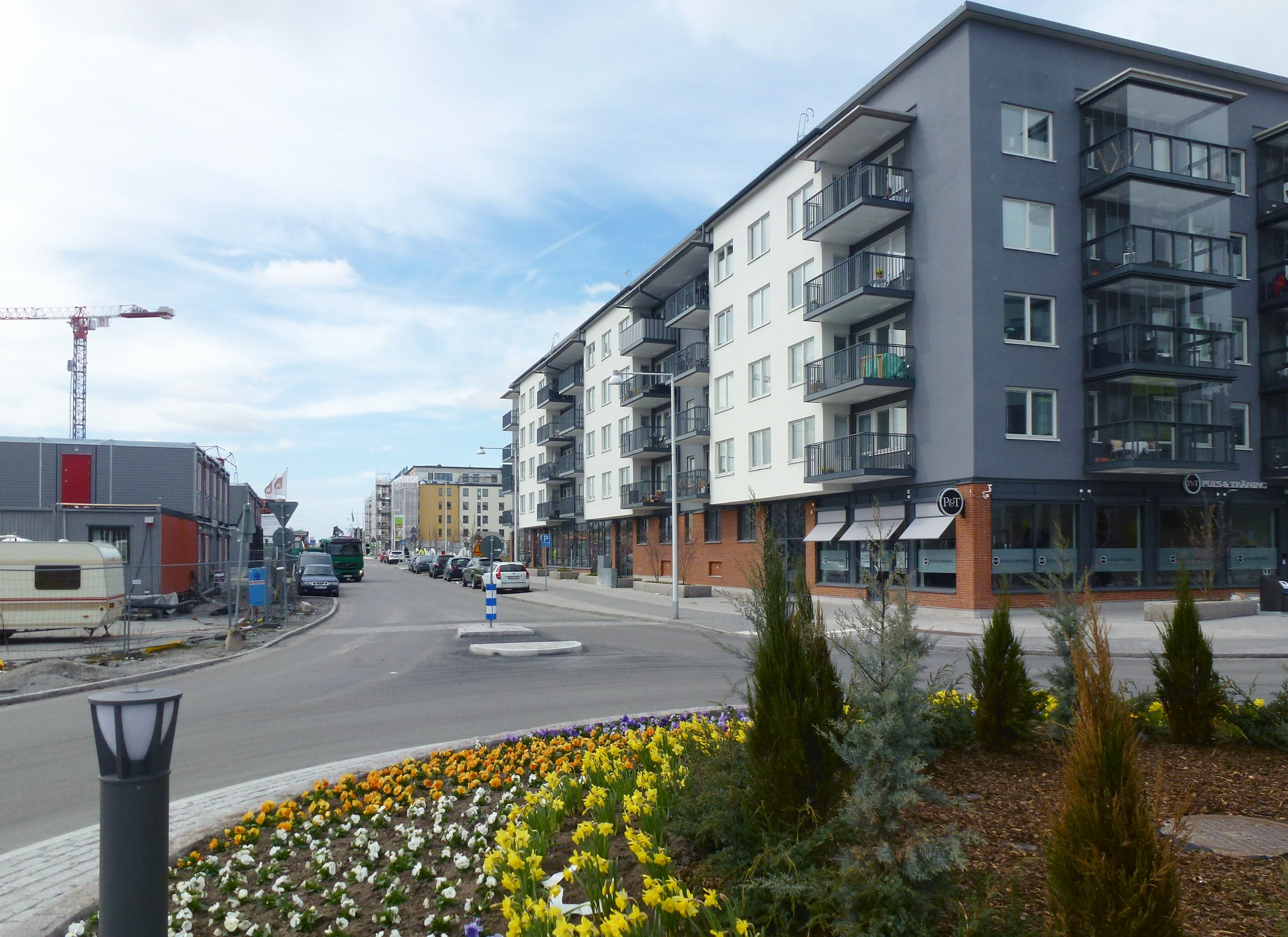
Bebyggelsen vid Fridensborgsvägen/Järva skjutbaneväg 2015.
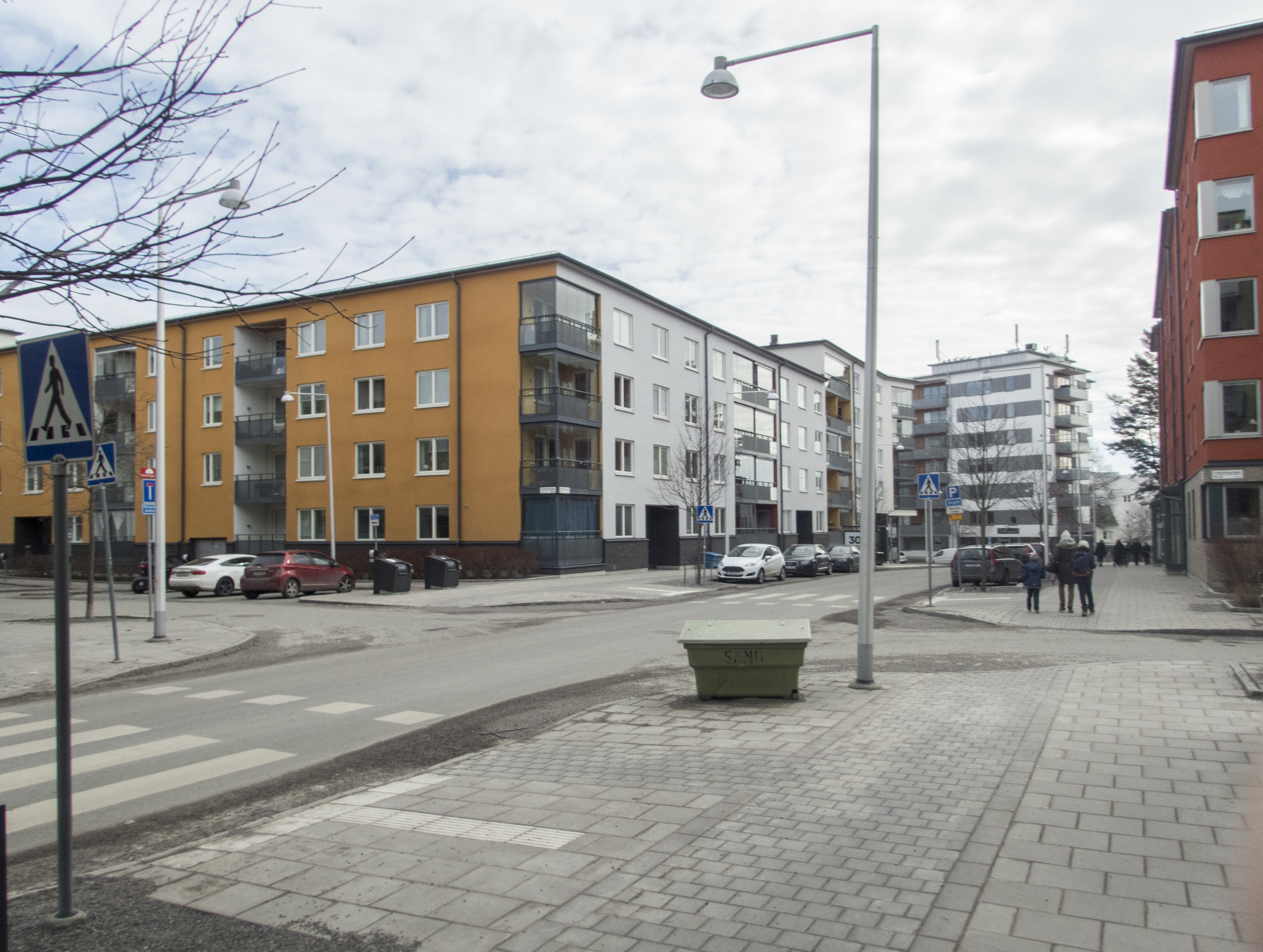
Fridensborgsvägen 2017